# 格拉涅纳德塞加拉
格拉涅纳德塞加拉，是加泰罗尼亚莱里达省的一个市镇。 总面积16平方公里，总人口149人（2001年），人口密度9人/平方公里。